# 武虎
武虎（日语：／ Taketora，1974年1月31日—），日本男性配音員、演員、旁白。東京俳優生活協同組合（簡稱俳協）所屬。出身於兵庫縣。身高170cm。O型血。

## 來歷、人物
早年從當地縣立高中畢業後，進入千葉大學就讀。然後在不分晝夜求學兼職下選擇工學院。大學畢業之後，進入大型遊戲公司就職，其後就任遊戲製作人。
2001年從遊戲公司離職後，加入經紀公司九Production投入配音業界。2004年10月底九Production解散後，次年2005年起加入俳協。
音域為男中音。藝名是沒有姓氏的名字「武虎」。
興趣：製造駄菓子屋遊戲機、復古道具。特長：做章魚燒、滑雪、電腦操作。

## 演出
粗體字表示主要角色。

### 電視動畫
2003年
- 坦克王（警官A）

2004年
- 梓會幫你的！（家康）
- BLEACH（納奇姆·格林迪那、魯奴剛卡、鬼燈丸、四十六室人員 等）
- 魔法少女隊（威爾的夥伴、僧侶、魔族騎士 等）

2005年
- 頭文字D Fourth Stage（記者）
- 玻璃假面 (2005年版)（田村一也）
- Gallery Fake（日语：ギャラリーフェイク）（男子）
- CLUSTER EDGE（車掌）
- SPEED GRAPHER（大運）
- 索斯機械獸V（阿拉巴、康比歐、格達爾）
- SoltyRei（研究員B、店主、瑟莉卡·彌生的父親 等）
- 變形金剛：銀河之力（破壞兵、空中攻擊員、情報參謀音波）
- BLACK CAT（阿修）
- 神奇寶貝超世代（維多）
- 舞-乙HiME（男子）
- 怪傑佐羅利（花怪物、代理、魔法使 等）
- 烘焙王（SP、觀眾、參賽者）

2006年
- 童話槍手小紅帽（栗梨老師）
- Keroro軍曹（廚師）
- 零之使魔（斯迪克斯）
- 太陽默示錄（日语：太陽の黙示録）（宮本）
- 淘氣貓 魔法大冒險（熊）
- 內閣權力犯罪強制取締官 財前丈太郎（日语：内閣権力犯罪強制取締官 財前丈太郎）（小島慎之介）
- 小小備長炭（電氣行店員、職員）
- Project BLUE 地球SOS（日语：Project BLUE 地球SOS）（巡洋艦副艦長）
- 魔法食堂（相撲力士）
- 怪醫美女RAY THE ANIMATION（男子）
- 洛克人EXE BEAST（吸塵人）
- 洛克人EXE BEAST+（吸塵人）

2007年
- 風之聖痕（大神武哉）
- 君吻 pure rouge（拉麵店店主）
- 月面兔兵器米娜（夜班D、日落先生）
- 節哀唷♥二之宮同學（電視播報員）
- 獸神演武 HERO TALES（飯屋的老爹）
- 天翔少女（源桑、站內廣播、幹部）
- 零之使魔 ～雙月的騎士～（重臣、使用人）
- DARKER THAN BLACK -黑之契約者-（官員 等）
- D.Gray-man（賞金獵人B）
- Baccano！（艾德華·諾亞）
- 地球防衛少年（幕僚長、矢村健吾 等）
- 南家三姐妹（博士、魚店老闆、裸體聖誕老人、蕎麥屋店主）
- 悲慘世界 少女珂賽特（房東）
- 魔法人力派遣公司（弟）
- 灣岸競速（上田）

2008年
- 艾莉森與莉莉亞（司機）
- 海馬
- 食靈 -零-（幹部D）
- 狂亂家族日記（蘇亞·雷克雷斯涅斯）
- Keroro軍曹（科帕星人、作業員）
- 骷髏13（哈巴德）
- 守護甜心!! 心跳（佐藤琢磨的父親）
- 秀逗魔導士REVOLUTION（客人C）
- 零之使魔 ～三美姬的輪舞～（芬里爾、士兵、衛兵）
- TYTANIA -泰坦尼亞-（薩利修·泰坦尼亞[4]）
- 隱王（清水伊肋）
- 二十面相少女（手下B）
- 新·安琪莉可 Abyss（研究員、居民、議員）
- 新·安琪莉可 Abyss -Second Age-（長老、教團員）
- 野良耳2（日语：のらみみ）
- Battle Spirits 少年突破馬神（フロアディレクター、劍道社社員、手下、警備員A）
- 波菲的漫長旅程（阿多尼斯、農夫）
- 南家三姐妹 ～再來一碗～（老人、警官）
- 遊☆戲☆王5D's（魯德格·哥德溫）

2009年
- CANAAN（事務次官）
- 豹頭王傳說（維魯斯）
- 黑神 The Animation（自行車男）
- 戰場女武神（默克爾）
- WHITE ALBUM（電視的聲音）

2010年
- 星際寶貝：外星大冒險（作品601號／尼克斯、普魯茨）
- 鋼之鍊金術師 FULLMETAL ALCHEMIST（主人、白朗少將、中央軍士兵、埃里克、 伊修瓦爾人）
- 吸血鬼同盟（李）
- 大小姐×執事！（塞爾尼婭父）

2011年
- 神的記事本（尼莫）
- 卡魯魯與不可思議之塔（日语：カルルとふしぎな塔）（貝特史考司團長）
- TIGER & BUNNY（警備員）
- DD北斗神拳（拉奧（日语：ラオウ）[5]）
- Battle Spirits Brave（沃丁）

2012年
- 機動戰士鋼彈AGE（戴治·羅丁）
- CØDE:BREAKER（教師、鬼櫻組組員）
- 櫻花莊的寵物女孩（校長）
- JoJo的奇妙冒險（戴爾、普蘭特[6]）
- SKET DANCE（三島泰介）
- 絕園的暴風雨（指揮官）
- 探險托里蘭托（戈蘭）
- 偵探歌劇 少女福爾摩斯 Alternative ONE ～小林奧帕拉與五幅圖畫～（羅納德·哈克）
- 紙箱戰機W（埃及首相、酒店經理、馬斯坦格·馬克斯、印度首相）
- Muv-Luv Alternative Total Eclipse（奧爾森）
- 惡魔高校D×D（度納希克）
- Battle Spirits 霸王（卡克野田）

2013年
- AKB0048 next stage（東野）
- 革命機Valvrave（傑弗瑞·安德森）
- 最強銀河 究極ZERO Battle Spirits（里德魯）
- 翠星上的加爾岡緹亞（親方）
- 野獸傳奇（戈爾德）

2014年
- 灰色的果實（年長的刑警）
- 噬血狂襲（威斯曼）
- 天雷爭霸：復仇者聯盟（巴隆·吉摩）
- 東京ESP（官員）
- 東京喰種（太郎）
- Dragon Collection（日语：ドラゴンコレクション）（葛瑞門）
- HUNTER×HUNTER (新版)（一般民眾）
- 天才黃金腦 神之謎3（雷切爾的父親）
- 破刃之劍（達夫尼）
- NO GAME NO LIFE 遊戲人生（高官）
- 妖怪手錶（重役1）
- ONE PIECE（加茲）

2015年
- 亞爾斯蘭戰記（巴夫曼）
- 傳頌之物 虛偽的假面（串燒店老爹）
- 機動戰士鋼彈 鐵血的孤兒（布魯克·卡巴楊）
- 金田一少年之事件簿R（四之宮徹[7]）
- GATE 奇幻自衛隊（加茂直樹）
- SHIROBAKO（大倉正弘）
- 食戟之靈（喜多修冶）
- 在地下城尋求邂逅是否搞錯了什麼（加努·貝爾維）
- 偵探歌劇 少女福爾摩斯 TD（斯佩爾布格導演）
- 偵探小隊KZ事件簿（TAKANE）
- 夜晚的小雙俠（木薩吉）
- ONE PIECE 薩波特別篇 ～3兄弟的羈絆 奇跡的再會和被繼承的意志～（加茲）

2016年
- Active Raid -機動強襲室第八係- 2nd（毛利毅郎）
- Classica Loid（社長）
- 虎面人W（GWM教練、3）
- 時間飛船24（魯道夫）
- TABOO TATTOO -禁忌咒紋-（BB的起源體）
- Battle Spirits Double Drive（店主B）
- Regalia 三聖星 The Three Sacred Stars（艾德蒙·莫拉雷斯）
- 境界觸發者（北添尋）

2017年
- 幼女戰記（霍斯曼）
- KiraKira☆光之美少女 A La Mode（普魯普魯、休庫利、福艾爾、酷卡酷奇）
- 廢天使加百列（葳奈的父親）
- 來自「没有榮耀的天才們」的故事（日语：栄光なき天才たち）（日本游泳聯盟會長·田畑[8]）
- 名偵探柯南（淺井）
- Re:CREATORS（真垣）
- 劍姬神聖譚 在地下城尋求邂逅是否搞錯了什麼 外傳（加努·貝爾維）
- 騎士&魔法（巴特森父）
- 咕嚕咕嚕魔法陣 (2017年版)（多瑪·帕洛特的祖父）
- 曼威未來復仇者聯盟（日语：マーベル フューチャー・アベンジャーズ）
- 血界戰線 & BEYOND（葛拉漢）

2018年
- 牙鬥獸娘（熱羅姆本鄉[9]）
- 名偵探柯南（搶劫犯）
- 決鬥大師！（2018～2019，KABUTO鬼）
- 龍族拼圖（源桑）
- 沒有心跳的少女 BEATLESS（坂卷、投資基金CEO〈中樞D〉）
- 京都寺町三條商店街的福爾摩斯（高田）
- 高分少女（日高小春的父親[10]）
- 後街女孩（大哥）
- 輕觸小發明 OIKACHN-KIT（日语：ポチっと発明 ピカちんキット）（陣林甚三郎）
- 爆釣王（日语：爆釣バーハンター）（2018～2019，旁白）
- 強風吹拂（2018～2019，教練）

2019年
- BAKUMATSU CRISIS（日语：恋愛幕末カレシ〜時の彼方で花咲く恋〜）（宮本武藏）
- Fairy Gone（吉爾伯特·沃洛克）
- MIX（小宮山新平）
- 蠟筆小新（黑輪三太郎）
- GIVEN 被贈與的未來（父）
- 萌獸寵物店（埃德加[11]）
- 高分少女II（豪鬼）

2021年
- 比方說，這是個出身魔王關附近的少年在新手村生活的故事（克羅姆）
- BORUTO-火影新世代-NARUTO NEXT GENERATIONS-（伊豆野達摩）

2022年
- 史上最強大魔王轉生為村民A（黑斗篷首領）
- 王者天下第四季（袁夏）
- 蠟筆小新（丈夫）

2024年
- 為了在異世界也能撫摸毛茸茸而努力。（拉斯[12]）

### 電影動畫
2011年
- 鐵拳：血之復仇（熊貓）
- 麻吉妖怪島（薙右衛門）

2012年
- （裏表捲）

2013年
- Code Geass 亡國的阿基德 第2章「被撕裂的翼龍」（葛多佛萊·德·維雍[13]）

2014年
- （姆洛[14]）

2015年
- Code Geass 亡國的阿基德 第3章「輝煌之物從天墮下」（葛多佛萊·德·維雍）

2017年
2019年
- 劇場版 爆釣王：神秘的三角條碼！釣起來！神海魚海神（日语：映画 爆釣バーハンター 謎のバーコードトライアングル!爆釣れ!神海魚ポセイドン）（旁白[15]）

2025年
- 後朝之花雪[16]

### OVA
2006年
- FREEDOM（波朗緹亞首領、自警團）
- 驚爆危機！The Second Raid 戰隊長悠閒的一天（潛航士官）
- HELLSING（隊長）

2007年
- 爆裂天使
- 交響曲傳奇 THE ANIMATION（迪賽安B）

2008年
- 機動戰士鋼彈 MS IGLOO 重力戰線（吉翁軍士兵 等）
- 快打旋風IV ～新的羈絆～（豪鬼）

2010年
- 怪物王女「暗闇王女」（True Dark Walker〈頭目〉）
- 地獄道連！♡（堕天使）
- 模型戰士鋼彈模型製作家 起始G（山姆）
- 魔法老師！ 另一個世界Extra 魔法少女夕映♥（廣播）

2011年
- 怪物王女「孤島王女」（劉劉）
- 地獄道連！♡ 銀河鐵道篇（堕天使）

2013年
- 機動戰士鋼彈AGE MEMORY OF EDEN（戴治·羅丁）

2014年
- 翠星上的加爾岡緹亞 ～遙遠的巡迴航路～ 前篇（荷運的主人）

2018年
- 黃金神威（江尻又助）[注 1]

### 網路動畫
- 麟光之翼（2005年）
- 約束的七夜祭（日语：約束の七夜祭り）（2018年，棟梁）
- 座敷童子榻榻米醬（日语：ざしきわらしのタタミちゃん）（2020年，拉麵店店主[17]、人類）

### 遊戲
2005年
- 第3次超級機器人大戰α 終焉之銀河（薩夫特艦長）
- 義経英雄傳修羅（日语：義経英雄伝修羅）
- 拉捷特與克拉克4 極限銀河的超大戰役（日语：ラチェット&クランク4th ギリギリ銀河のギガバトル）（Shellshock、蘭斯）
- 俠盜銀河（ファントムロード·ガーゼル）
- WILD ARMS the 4th Detonator（日语：ワイルドアームズ ザ フォースデトネイター）

2006年
- 天誅 千亂
- 最终幻想XII（哈瓦羅）

2007年
- CRYSIS（賽可軍曹）
- 喧嘩番長2 ～全速前進～（日语：喧嘩番長2 フルスロットル）（日向誠）
- 召喚少女 ～ElementalGirl Calling～（日语：召喚少女 〜ElementalGirl Calling〜）（托比爺爺）
- 超級機器人大戰OG ORIGINAL GENERATIONS（吉貝爾·密斯提爾）
- 千金偵探 ～辦公室戀情事件慕～（托比爺爺）
- 虹彩六號：拉斯維加斯（容格·帕克 等）

2008年
- 超級機器人大戰Z（薩夫特艦長）
- Crysis Warhead（賽可軍曹）
- 星海遊俠2 二次進化（卡馬耶魯）
- 快打旋風IV（豪鬼）
- 虹彩六號 拉斯維加斯2（容格·帕克 等）

2009年
- SD鋼彈 G世代 WARS（一般士兵、艦長）
- 閃耀☆星 ～Rock'n'RollShow～（日语：キラ☆キラ）（半田良介）
- 遊☆戲☆王5D's 雙重戰力4（日语：遊☆戯☆王ファイブディーズ タッグフォース4）（魯德格·哥德溫）

2010年
- 超級快打旋風IV（豪鬼）
- 超級快打旋風IV AE版（豪鬼、狂氣豪鬼）

2011年
- ULTIMATE MARVEL VS. CAPCOM 3（日语：MARVEL VS. CAPCOM 3 Fate of Two Worlds）（豪鬼）
- 遊☆戲☆王5D's 雙重戰力6（日语：遊☆戯☆王ファイブディーズ タッグフォース6）（魯德格·哥德溫）

2012年
- 阿修羅之怒（豪鬼、狂氣豪鬼）[注 2]
- 機動戰士鋼彈 木馬的軌跡（吉翁兵B）
- 機動戰士鋼彈UC[注 3]
- 機動戰士鋼彈AGE 宇宙加速/宇宙驅動（戴治·羅丁、法爾庫·奧克拉姆德）
- 快打旋風 X 鐵拳（豪鬼）

2013年
- 解放少女 SIN（日语：解放少女 SIN）（奧斯卡·歌德曼[18]）
- 參天律（草奉族·大男[19]）
- JoJo的奇妙冒險 全明星大亂鬥（日语：ジョジョの奇妙な冒険 オールスターバトル）（戴爾[20]）
- 皇冠之淚2 霸王的末裔（日语：ティアーズ・トゥ・ティアラII 覇王の末裔）（古參兵A）
- 誓血龍騎士3
- 超級機器人大戰Operation Extend
- CRYSIS3（賽可）
- Muv-Luv Alternative Total Eclipse（奧爾森大尉）

2014年
- 終極快打旋風IV（豪鬼、狂氣豪鬼[21]）
- 機動戰士鋼彈外傳 MISSING LINK（馬文·海利略[22]）
- 第3次超級機器人大戰Z 時獄篇（阿馬爾加姆）
- 英雄銀行2（[23]）
- ONE PIECE 無限世界 赤紅（日语：ONE PIECE アンリミテッドワールド レッド）（戰鬥競技場司儀）
- 最终幻想XIV（テレジ·アデレジ）

2015年
- 亞爾斯蘭戰記×無雙（巴夫曼）
- JoJo的奇妙冒險 天國之眼（戴爾）
- 第3次超級機器人大戰Z 天獄篇（阿馬爾加姆）
- 最終幻想XIV（ミドガルズオルム）
- 火焰之纹章if（スメラギ、虹之賢者）
- LORD of VERMILION（日语：LORD of VERMILION）（阿加孟德、艾基爾、卡里蓋瑞博士、克羅諾斯、蓋爾尼亞、古希、莫德雷德、太山府君、VR）

2016年
- SD鋼彈 G世代 GENESIS（馬文·海利略、玩家角色配音）
- 漂之男子漢 CROWS 炙烈極限
- 快打旋風V（豪鬼）
- 鐵拳7 FATED RETRIBUTION（豪鬼）
- 英雄聯盟（雷克尼頓、雷茲、烏爾加特）
- LORD of VERMILION Re:3（日语：LORD of VERMILION III）

2017年
- 終極快打旋風II -The Final Challengers-（豪鬼、真·豪鬼）
- 在地下城尋求邂逅是否搞錯了什麼 ～Memoria Freese～（加努·貝爾維）
- BLEACH Brave Souls（鬼燈丸）

2019年
- 人中之龍online（神田強ssr、花形巖太ssr）
- 寶可夢大師（馬志士）
- TEPPEN（豪鬼）

2020年
- JoJo's PITTER-PATTER POP（旦亞）
- 聖劍傳說3 TRIALS of MANA（假面導士、何塞、瓦茲）

2021年
- 洛克人X DiVE（豪鬼）

2022年
- 拳皇全明星（豪鬼）

時期未定
- 靈魂行者（Jack of King[24]）

### 廣播劇CD
- CHROME BREAKER 退魔啟示錄（日语：クロム・ブレイカー）（首相）
- 幻獸降臨譚（米爾特的父親）
- 高潔貴族愛得（維克多的父親）
- The MANZAI2（便利超商店長）
- 正義研究會小夜曲（惡魔）
- 不機嫌甘爪痕（關野燿次、藤田、知人B）
- 系列 青羊夢（雅德）
- 呆之一族（日语：ポーの一族）
- 魔術師歐菲系列
  - 無謀編（サモアペット）
  - 旅 解放者場

### 廣播劇
- FM橫濱（日语：横浜エフエム放送） 特別節目「Air Check」（2012年）

### 廣播節目
- 若本療癒Bar（日语：癒されBar若本）（第13、14回節目助理）
- 青春Radimenia（日语：青春ラジメニア）（第1530回嘉賓、第1566回電話出演「30周年祝：主催」）

### 外語配音

#### 電影
- 史前一萬年 ※劇院公映版。
- A.I.人工智慧 ※TBS版。
- 奮力一擊（英语：Against the Ropes）（拳擊手）
- 見證人（英语：Amen.）
- 龍兄虎弟
- 獵殺行動（英语：Assassination Games）（Culley〈Kevin Chapman〉）
- 蝙蝠俠：開戰時刻 ※日本電視台版。
- Ben 10：超時空聖戰（Heatblast、Diamondhead〈Daran Norris〉）
- 絕地奶霸2（Brian〈Mark Joy〉）
- 黑暗黎明（英语：Black Dawn (film)）
- 黑暗地平線（英语：Blind Horizon）（J. C. Reynolds〈吉安卡洛·伊坡托〉）
- 藍色霹靂號 ※DVD版。
- 奪命列車（英语：Breakheart Pass）（紅鬍子〈John Mitchum〉）※DVD版。
- 超完美分手大全（英语：Breakin' All the Rules）
- 大事件（Petzl）
- 荒野真情（英语：Broken Trail）（Lung Hay〈Donald Fong〉）
- Carmen（Garcia〈Gaston Modot〉）
- 奪得錦標歸（英语：Champion (1949 film)）（Jose）
- 愛情魔咒（英语：The Curse of the Jade Scorpion）（Tom〈Arthur J. Nascarella〉）
- 無間道風雲（Frank Lazio〈Robert Wahlberg〉）
- 毒火巨蟒（英语：Fire Serpent）
- 致命任務（英语：The Foreigner (2003 film)）
- 海防最前線（英语：The Guardian (2006 film)）
- 深海尋寶（英语：Into the Blue (2005 film)）
- 金剛
- 風流才子（英语：The Libertine (2004 film)）（Alcock〈Richard Coyle〉）
- 瑪麗·安托瓦內特（英语：Marie Antoinette (2006 film)）
- 海陸悍將（Joe〈Drew Powell〉）※東京電視台版。
- Subterano／Panic Tower (2002年電影)（Roger）
- 神鬼奇航：鬼盜船魔咒
- 斑馬快跑（英语：Racing Stripes） ※日本電視台版。
- 蝴蝶夢（Tab）※DVD版。
- 寶貝計劃
- 羅賓漢與瑪莉安（英语：Robin and Marian）（麥卡迪耶（英语：Mercadier））※影碟版。
- 五路追殺令
- 星際爭霸戰：星艦前傳（Vlas 等）
- 雷鳥神機隊 (2004年電影)
- 決戰異世界：進化時代
- 喬治·布希之叱吒風雲（George Tenet〈Bruce McGill〉）
- 大象的眼淚
- 全民亂投（英语：Welcome to Mooseport）（管制官〈James Barrett〉、工作人員、Jim、記者、SP、市民、導演、乘客）

#### 電視影集
- 1%的可能性（珍滿〈崔尚勳〉）
- 空港城市
- 兵聖
- 刀鋒戰士
- 尋骨線索 (第4季)（Wilkinson）
- 火線重案組警告（Wayne Ray〈Jeff Chase〉）
- 暗俠（英语：The Cape (2011 TV series)）
- 穿越平行世界（英语：Charlie Jade）
- 聖女魔咒
- 鐵證懸案（第6季：Jay Quincy、Rony Collins）、（第7季：其他角色）
- 犯罪心理（第8季：Washizu、第10季：其他角色）
- CSI犯罪現場（第6季：McWayne律師〈William Cullen Young〉、Frank Rosetti〈丹尼爾·羅布克〉 等）[注 4]、（第10季：Phil Carpenter校長〈Paul McCrane〉）
- CSI犯罪現場：邁阿密 (第5季)
- CSI犯罪現場：紐約 (第3季)
- 流星劍俠傳 大人物
- 辯護律師
- 慾望師奶（Andy法官）
- 福爾摩斯與華生（Eugene Hawes博士〈Jordan Gelber〉）
- 法網雄風（英语：The Guardian (TV series)）（傑克·斯特拉卡〈拉斐爾·斯巴格〉）
- 孟漢娜
- 國土安全（Bunran "Bunny" Latif外務大臣〈Art Malik〉）
- 馬醫
- 胡迪尼與道爾（英语：Houdini & Doyle）（Tuttle）
- 大騙局 (第4季)（Harry Doyle〈William Lucking〉）
- 愛卡莉
- 執法悍將 (第8季)（Dobbs搜査官〈Thomas Anthony Jones〉）
- 朱蒙
- 綁架（Virgil Hayes〈Mykelti Williamson〉）
- LAX（英语：LAX (TV series)）
- 李祘
- Mentors（英语：Mentors (TV series)）
- 莫德克事件簿（英语：Murdoch Mysteries）（Fremont）
- 越獄風雲（Benjamin Miles "C-Note" Franklin〈Rockmond Dunbar〉、Danny Hale 等）
- 神鵰俠侶（耶律楚材）
- 慾海醫心 (第2季)（Ted Phillips）
- 星艦前傳（Vlas 等）
- 星際之門：SG-1（Prior〈William B. Davis〉、Lapierre）

#### 動畫
- Bela Lugosi Meets a Brooklyn Gorilla（Morris）
- Ben 10（Heatblast、Diamondhead、Ripjaws、Upchuck、Way Big）
  - Ben 10：外星英雄（Diamondhead）
- 超級紅卜卜（Samuel）
- 快樂腳（海鷗Franky）
- 星際寶貝（試作601號／Kicks）
- 曼威衍生作品
  - 復仇者聯盟：正義出擊（英语：Avengers Assemble (TV series)）（Absorbing Man）
  - 終極蜘蛛人（Absorbing Man）
- 新樂一通（英语：New Looney Tunes）（大腳怪、Littlechin爵士 等）
- 飛哥與小佛（Reginald Fletcher、Norm）
  - 劇場版 飛哥與小佛：超時空之謎
- 快樂女孩露比（英语：Ruby Gloom）（兔子〈惡〉）
- 星際大戰：複製人之戰 (2008年動畫)
- 少年悍將（Red Star〈詹森·馬斯登〉）
- 無敵破壞王（Duncan〈Horatio Sanz〉）
- 無敵破壞王2：網路大暴走（隆[25]）

### 特攝影集
2007年
- Kawaii！JeNny（日语：Kawaii! JeNny）（熊君〈熊吉君〉的聲音）

2008年
- 炎神戰隊轟音者（／的聲音）
- 幪面超人KIVA（的聲音）

2009年
- 侍戰隊真劍者（小袖之手的聲音）

2010年
- 天裝戰隊護星者（／的聲音）

2011年
- 海賊戰隊豪快者（KT的聲音）

2015年
- 手裏劍戰隊忍忍者（忍者獨角犀的聲音[26]）

### 電視劇
- 女帝 薰子（日语：女帝 薫子）（TBS，2010年）－旁白
- 模仿犯 前篇（2016年，東京電視台）

### 旁白

#### 電視節目
朝日電視台
- 黑服物語（日语：黒服物語） 節目宣傳
- DOWN TOWN DX（日语：ダウンタウンDX）「兄弟妹」單元
- 起

富士電視台
- 新春掩蓋技藝大會（日语：新春かくし芸大会）
- The Best House123（日语：ザ・ベストハウス123）

日本電視台
- 風神雷神（雷神主要旁白，讀賣電視台）
- 迫！JFK暗殺謎

NHK系列
- NHK BS Premium
  -  井浦新 行
  - （NHK-BS2）
  - BS世界紀錄片（日语：BS世界のドキュメンタリー）（NHK-BS）

- NHK綜合
  - 另一種物語 命運的分歧點（日语：アナザーストーリーズ 運命の分岐点）

其它電視台
- 買物（KBS京都）
- （SITE SEVEN TV（日语：パチ・スロ サイトセブンTV））
- 所喬治的日本出場！（日语：所さんのニッポンの出番!）（TBS）

#### 宣傳影片
- 秋（2015年，PV旁白）
- 萬代南夢宮娛樂『PROJECT X ZONE』PV

### 舞台
- 「怪 ～4肆～ 怪談朗肴旨日本酒」（2011年9月1日－4日，密藏院）
- 朗讀劇 淺田次郎作（飾演 保安課刑事、極道人士、店竊大叔）
- 怪 拾 （2018年3月28日－4月2日，飾演 元結不動，密藏院）[27]

### 其它
- 逆轉裁判 東京電玩展 特別法庭2010（狩魔豪）
- 高知縣立歷史民俗資料館（日语：高知県立歴史民俗資料館）「長宗我部元親本陣劇院」（桑名彌次兵衛）

## 腳註

## 外部連結
- 武虎｜東京俳優生活協同組合 （日語）
- （日語）—武虎的官方個人部落格。
- 武虎的X（前Twitter） （日語）